# Cyperus urbanii
Cyperus urbanii är en halvgräsart som beskrevs av Johann Otto Boeckeler. Cyperus urbanii ingår i släktet papyrusar, och familjen halvgräs.
Artens utbredningsområde är Puerto Rico. Inga underarter finns listade i Catalogue of Life.